# Блондинка з амбіціями
«Блондинка з амбіціями» («англ. Blonde Ambition») — американський романтичний комедійний фільм 2007 року режисера Скотта Маршалла, в якому Джессіка Сімпсон зіграла роль дівчинки з маленького містечка, яка переїжджає до Нью-Йорка і починає кар'єру в бізнесі. У фільмі також зіграли Люк Вілсон, Рейчел Лі Кук, Пенелопа Енн Міллер, Енді Дік, Дрю Фуллер, Ларрі Міллер та Віллі Нельсон.
Перш ніж фільм почали знімати, джерела повідомляли, що «Блондинка з амбіціями» був рімейком фільму «Ділова дівчина» 1988 року. Дізнавшись про ці чутки, Сімпсон сказала Імперії в листопаді 2006 року: «Це, безумовно, тема» «Ділова дівчина»- цієї маленької дівчинки, яка переїжджає до Нью-Йорка і в значній мірі піднімається до цієї великої кар'єри ділової жінки. Але це точно не рімейк». Вона також описала «Блондинку» як «більше комедію», ніж «Ділову дівчину», але яка «близька до неї». 

## Сюжет
Коли Кеті Грегерстич з міста Мінден, штат Луїзіана, відвідує свого хлопця Біллі, модель-початківця, у Нью-Йорку, вона ловить його в ліжку з іншою жінкою. Таким чином, Біллі розлучається з Кеті, яка потім залишається у своєї близької подруги Хейлі. Вона переконує Кеті почати власне самостійне життя, замість того, щоб сидіти і нічого не робити. Одного разу, коли Хейлі доводиться їхати на співбесіду, Кеті бере на себе роботу месенджера і врешті-решт повинна доставити вантаж великій будівельній компанії.
Заступник директора цієї компанії, Дебра, займається роботою Річарда і придумала план, щоб влаштувати Річарду саботаж, щоб прибрати до себе компанію. Щоб допомогти собі в цьому, вона піклується про те, щоб секретаря Річарда звільнили і на її місце взяли наївну Кеті. Тим часом Кеті зустрічає Бена, який працює у будівлі листоношею, і дружить з ним.
Втративши контракт, завдяки діям Дебри, Кеті звільняють, але, використовуючи її принади, їй вдається отримати другий шанс від Річарда. Коли їй вдається зацікавити групу норвезьких інвесторів, Річард ділиться з нею важливим конфіденційним проектом. Дебрі вдається дістати конфіденційну інформацію з Кеті і тим самим переконатись, що Рада директорів звільнила Річарда.
Тим часом Кеті виявила, що Бен насправді є сином Річарда. Разом з ним вона придумує хитрість, щоб перехитрити Дебру. Коли Дебра пропонує проект інвесторам, вона посилає Хейлі та кількох друзів, які видають себе за інвесторів. Водночас вона представляє власну пропозицію реальним інвесторам, які із задоволенням приймають її. Коли Дебра виявляє обман, вона стає роздратованою і, таким чином, звільняється.

## Актори
- Джессіка Сімпсон у ролі Кеті Грегерстіч
- Люк Вільсон в ролі Бена Коннеллі
- Дрю Фуллер у ролі Біллі
- Рейчел Лі Кук у ролі Хейлі
- Пол К. Фогт у ролі Флойда
- Енді Дік у ролі Фредді
- Білл Дженкінс у ролі Роберта Перрі
- Карен Макклейн у ролі Бетті
- Ларрі Міллер у ролі Річарда Коннеллі
- Пенелопа Енн Міллер у ролі Дебри
- Пайпер Маккензі Харріс у ролі Ембер Перрі
- Сара Енн Шульц у ролі Саманти
- Ден Браверман як водій таксі
- Віллі Нельсон в ролі Pap Paw
- Кейсі Кін у ролі асистента
- Райан Данн у ролі Грісволда

## Касові збори
«Блондинка з амбіціями» вийшла у 8 кінотеатрах Техасу, штату зірок Сімпсона та Вільсона, 22 грудня 2007 р. До дати виходу DVD 22 січня 2008 р.  22 грудня 2007 року фільм склав у середньому 48 доларів за перегляд, загальна сума каси - 384 долари. Це означає, що, виходячи з ціни квитка у 8 доларів, шість людей заплатили за перегляд фільму в кожному з цих восьми театрів, а 48 людей пішли дивитися фільм. 
Відкривши вікенд, фільм фінішував на 54-му місці в північноамериканському прокаті з вартістю за три дні 1332 долари та середнім показником на кінотеатр 165 доларів.   Однак в Україні фільм став на першому місці в перші вихідні (16–17 лютого 2008 р.), заробивши 253 008 доларів.  У Росії «Блондинка з амбіціями» опинився на 7-му місці в касах і на сьогодні зібрав 1010 235 доларів, а на Філіппінах відкрився на 5-му місці і на сьогодні склав 16 538 доларів. 
«Блондинка з амбіціями», незважаючи на те, що провалилася у касах, за перші п’ять днів випуску DVD-рейтингу № 23 на чарті продажів DVD вражаюче заробила 2,7 мільйона доларів. Можливо, це пов’язано з підтримкою фанатів Джессіки Сімпсон.  З моменту виходу фільму на DVD у США він зібрав 11,56 мільйонів доларів. 

## Саундтрек
- Джессіка Сімпсон - «A Public Affair» (Тільки для трейлерів)
- KT Tunstall - «Suddenly I See» (Тільки для трейлерів)
- Лілі Мей - «I Got Love»
- Монік Сіменес - «You Can Fly»
- Остін Браун - «Let's Make Love»
- Hipjoint feat. Стеф Ленг - «Girl From Nowhere»
- MegaJive - «The Way I Rock»
- Stretch Nickel - «Beautiful Day»
- Price - «Something In Your Eyes»
- Х'ю Джеймс Хардман - «Live A Little»
- Адам Мураха - «Wonderful»

## Домашні ЗМІ
DVD вийшов у США 22 січня 2008 року, а також вийшов в iTunes. У Великій Британії та Ірландії фільм вийшов на DVD у червні 2010 року.